# Laetesia asiatica
Laetesia asiatica är en spindelart som beskrevs av Alfred Frank Millidge 1995. Laetesia asiatica ingår i släktet Laetesia och familjen täckvävarspindlar.
Artens utbredningsområde är Thailand. Inga underarter finns listade i Catalogue of Life.